# Maylene and the Sons of Disaster
Maylene and the Sons of Disaster è una band stoner e metalcore con influenze hardcore punk fondata nel 2004 a Birmingham, Alabama.

## Storia del gruppo
La band viene fondata nel 2004 a Birmingham, Alabama da Dallas Taylor, Josh Cornutt, Lee Turner, Scott Collum e Josh Williams. Sempre nello stesso anno firmano un contratto discografico con la Mono Vs Stereo Records. Un anno dopo esce l'album di debutto del gruppo, intitolato Maylene and the Sons of Disaster. Nel 2007 firmano un contratto con la casa discografica Ferret Records e il 6 febbraio 2007 pubblicano il loro primo EP The Day Hell Broke Loose at Sicard Hollow. Un mese più Tardi viene pubblicato il secondo album in studio II. Nel 2008 quattro membri della formazione originale hanno abbandonato la band.
Il 23 giugno 2009 è uscito il loro terzo album in studio  III.

## Discografia
Album in studio
- 2005 - Maylene and the Sons of Disaster
- 2007 - II
- 2009 - III
- 2011 - IV

EP
- 2007 - The Day Hell Broke Loose at Sicard Hollow
- 2010 - Where the Saints Roam